# 베른 쥐라
베른 쥐라(프랑스어: Jura bernois [ʒyʁa bɛʁnwa][*])는 스위스 베른주의 프랑스어 사용 지역의 이름이며, 2010년부터 해당 주의 10개 행정 구역 중 하나이다.
주의 북부에 있는 3개의 프랑스어 사용 지역으로 구성된 이 지역에는 541.71k㎡의 면적과 53,715명의 인구(2020년 12월 기준)를 가진 40개의 지자체가 있다. 세 지역 인구의 90% 이상이 프랑스어를 사용한다.
오늘날의 베른 쥐라는 1815년부터 1979년 기간 동안 베른 쥐라로 알려진 총 7개 지역 중 3개 지역으로 구성되어 있다. 나머지 4개 중 3개는 1979년 쥐라주에서 탈퇴했으며, 네 번째 라우펜구는 1994년 바젤-란트샤프트주에 합류했다. 또한, 지자체인 무티는 2021년 국민 투표에서 베른에서 탈퇴하기로 투표했다. 쥐라에 합류하여 2026년까지 전환이 구현될 것으로 예상된다.

## 역사
베른 쥐라 지역 대부분은 999년 부르고뉴 백국령에서 바젤 주교관으로 넘어갔다.
나폴레옹 시대 (1798-1814) 동안 프랑스에 합병되었다. 1814년에 빈 회의에서 새로운 보주의 손실을 보상하기 위해 그것을 베른주에 귀속시켰다.
1815년부터 1979년까지 베른 쥐라라는 용어에는 1978년 9월 24일 전국적인 대중 투표에 따라 탈퇴한 쥐라주를 형성하는 영토도 포함되었다.
1974년 국민투표에서 단 70표 차이로 베른의 일부를 유지하기로 결정했다. 이로 인해 1974년 3월 16일과 1975년 9월 7일 무티의 호텔 드 라 가르(Hôtel de la Gare)에서 무장 대치 상태가 발생했으며, 다음 날 베른 경찰 엘리트 팀에 의해 해산되었다. 1998년 1건을 포함하여 41표의 가까스로 통과된 1건을 포함하여 2건의 다른 국민투표가 베른주 잔류에 대해 부결되었다. 2013년에 세 번째 국민투표는 주민 대다수가 베른에 남기로 결정하면서 끝났지만, 무티 주민의 대다수는 쥐라에 합류하기를 원했다. 2017년 6월 18일, 무티 지자체는 51.7%의 작은 차이로 쥐라주에 합류하기로 투표했다. (2,067명은 이탈, 1,930명은 베른의 나머지 부분)
행정 수도는 1815년부터 2009년까지 빌/비엔이었다. 2010년부터 빌/비엔은 별도의 행정 수도가 되었으며, 나머지 베른 쥐라의 행정 수도는 현재 쿠르틀라리이다.

## 대표부
주의 헌법에 따르면 베른 집행위원회의 7명 중 1명은 이 지역의 프랑스어를 구사하는 시민이어야 한다. 베른 대평의회의 160석 중 12석은 베른 쥐라를 위해, 추가로 3석은 빌/비엔의 이중 언어 구사 지역의 프랑스어 사용 인구를 위해 보장된다.

## 행정 구분
역사적으로 이 지역은 3개의 지역으로 구분되었다. (2004년 인구 추정치).
- 쿠르투라리구 (22,224)
- 라뇌브빌구 (6,083)
- 무티구 (23,098)

2010년에 3개의 구역이 해산 및 병합되어 확장 행정 구역인 쥐라 베르누아를 형성했다.

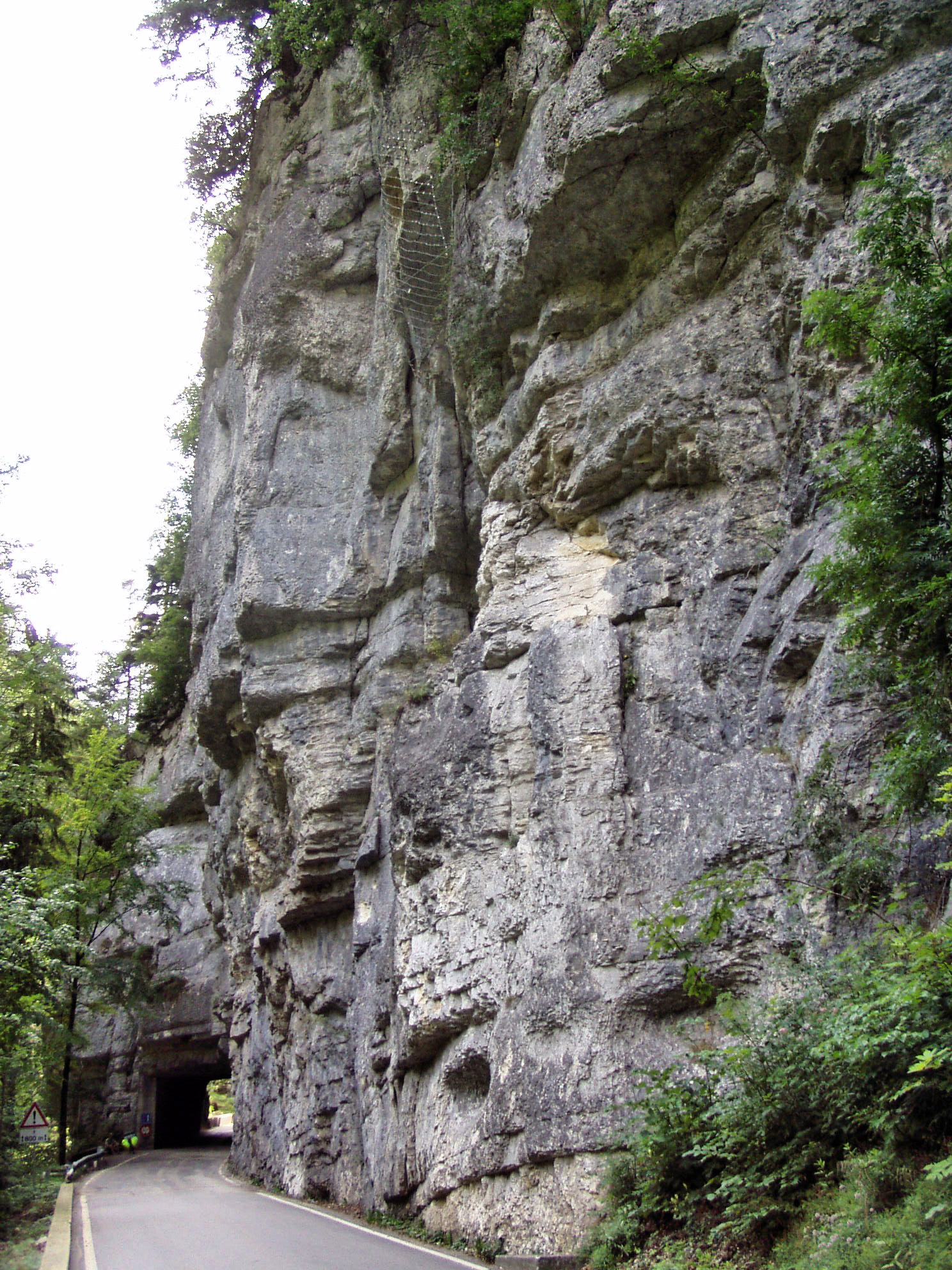
피추 협곡

| Flag              | 명칭                              | 인구 (2017년 12월 31일) | 면적/km2 |
| ----------------- | --------------------------------- | ----------------------- | -------- |
| Belprahon         | Belprahon                         | 298                     | 3.83     |
| Champoz           | Champoz                           | 168                     | 7.17     |
| Corcelles         | Corcelles                         | 201                     | 6.77     |
| Corgémont         | Corgémont                         | 1,668                   | 17.61    |
| Cormoret          | Cormoret                          | 486                     | 13.49    |
| Cortébert         | Cortébert                         | 705                     | 14.78    |
| Court             | 쿠 (Court)                        | 1,427                   | 24.61    |
| Courtelary        | 쿠르트라리 (Courtelary)           | 1,391                   | 22.17    |
| Crémines          | Crémines                          | 519                     | 9.48     |
| Eschert           | Eschert                           | 389                     | 6.58     |
| Grandval          | 그랑발                            | 393                     | 8.23     |
| La Ferrière       | La Ferrière                       | 542                     | 14.20    |
| La Neuveville     | 라뇌브빌                          | 3,698                   | 6.81     |
| Loveresse         | Loveresse                         | 325                     | 4.72     |
| Mont-Tramelan     | Mont-Tramelan                     | 118                     | 4.64     |
| Moutier           | 무티                              | 7,477                   | 19.60    |
| Nods              | Nods                              | 761                     | 26.66    |
| Orvin             | Orvin                             | 1,204                   | 21.59    |
| Perrefitte        | Perrefitte                        | 460                     | 8.57     |
| Péry              | Péry-La Heutte                    | 1,933                   | 23.78    |
| Petit-Val         | Petit-Val                         | 408                     | 23.9     |
| Plateau de Diesse | Plateau de Diesse                 | 2,067                   | 25.55    |
| Rebévelier        | Rebévelier                        | 42                      | 3.54     |
| Reconvilier       | Reconvilier                       | 2,308                   | 8.24     |
| Renan             | 레낭                              | 923                     | 12.63    |
| Roches            | 로슈                              | 196                     | 9.05     |
| Romont            | 로몽                              | 188                     | 7.03     |
| Saicourt          | Saicourt                          | 626                     | 13.76    |
| Saint-Imier       | Saint-Imier                       | 5,156                   | 20.89    |
| Sauge             | Sauge                             | 816                     | 13.46    |
| Saules            | Saules                            | 153                     | 4.28     |
| Schelten          | Schelten                          | 34                      | 5.57     |
| Seehof            | 제호프                            | 63                      | 8.41     |
| Sonceboz-Sombeval | 송스보-솜브발 (Sonceboz-Sombeval) | 1,944                   | 15.00    |
| Sonvilier         | Sonvilier                         | 1,240                   | 23.79    |
| Sorvilier         | Sorvilier                         | 279                     | 6.89     |
| Tavannes          | 타반 (Tavannes)                   | 3,626                   | 14.78    |
| Tramelan          | Tramelan                          | 4,595                   | 24.83    |
| Valbirse          | Valbirse                          | 4,017                   | 18.68    |
| Villeret          | Villeret                          | 924                     | 16.23    |
|                   | 총계 (40)                         | 53,768                  | 541.75   |

## 합병
- 2014년 1월 1일 Desse, Lamboing 및 Prêles의 이전 시정촌은 Plateau de Desse의 새로운 시정촌으로, Plagne 및 Vauffelin은 Sauge 시로 병합되었다.
- 2015년 1월 1일 Péry와 La Heutte의 이전 지자체가 합병하여 Péry-La Heutte의 새로운 지자체가 형성되었다. Bévilard, Malleray 및 Pontenet의 이전 지자체는 Valbirse를 형성하기 위해 병합되었다. 마침내 Châtelat, Monible, Sornetan 및 Souboz가 합병하여 Petit-Val을 형성했다.